# Cratere Majuro
Majuro  è un cratere sulla superficie di Marte.